# Kurtiul
Kurtiul (en rus: Куртюл) és un poble del krai de Krasnoiarsk, a Rússia, que en el cens del 2010 tenia 27 habitants. Pertany al districte de Balakhtà.